# Aleurothrixus guareae
Aleurothrixus guareae es una especie de insecto hemíptero de la familia Aleyrodidae y la subfamilia Aleyrodinae. Se distribuyen por Sudamérica.
Fue descrita científicamente por primera vez por Costa Lima en 1942.